# Shannonomyia (Shannonomyia) crassicornis
Shannonomyia (Shannonomyia) crassicornis is een tweevleugelige uit de familie steltmuggen (Limoniidae). De soort komt voor in het Neotropisch gebied.